# Rosie la riveteuse

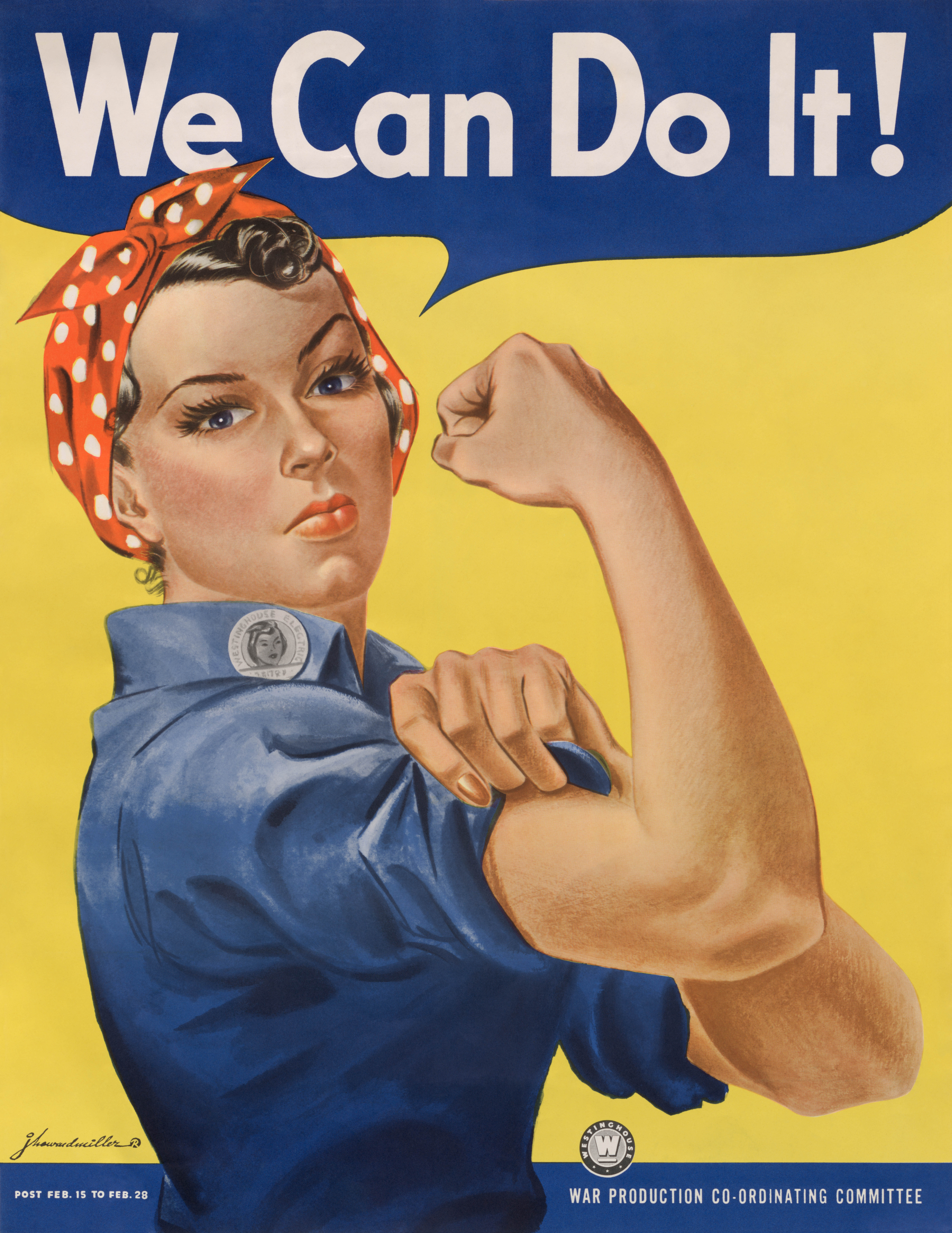
L'affiche « We can do it! » d'Howard Miller, 1942.

Rosie la riveteuse (en anglais, (en) Rosie the Riveter) est une icône de la culture populaire américaine, symbolisant les six millions de femmes qui travaillèrent dans l'industrie de l'armement et qui produisirent le matériel de guerre durant la Seconde Guerre mondiale, alors que les hommes étaient partis au front.
Le personnage est devenu à la fois une icône féministe et le symbole du rôle économique naissant joué par la femme aux États-Unis.

## Histoire
Lors de la Seconde Guerre mondiale, une campagne de presse fut lancée pour convaincre la population que les femmes pouvaient riveter, souder ou construire des bâtiments militaires au lieu de rester travailler chez elles ou dans les secteurs habituels comme l'industrie textile.
Le caractère emblématique du riveteur remonte au début du XXe siècle, à la période de la construction des gratte-ciel à Chicago et Manhattan (New York), notamment les travaux épiques des sky boys (« gars du ciel ») à l'occasion de l’achèvement de l'Empire State Building.

## We Can Do It!

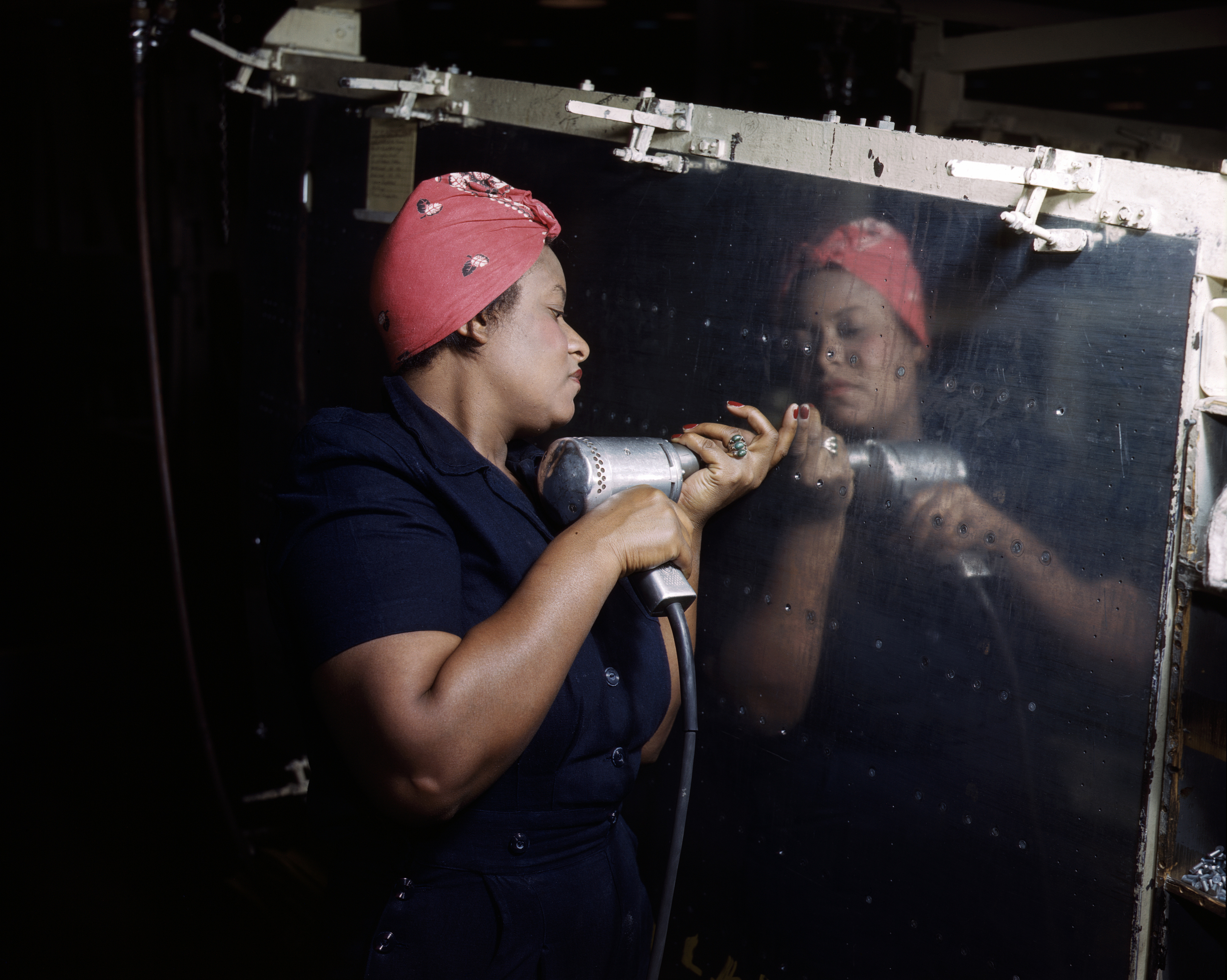
Une ouvrière symbolisant Rosie la riveteuse travaillant sur un Vultee A-31 Vengeance, photographiée par Alfred T. Palmer en février 1943.

L'affiche la plus célèbre fut We Can Do It! (« On peut y arriver ! »), créée pour Westinghouse en 1942 par J. Howard Miller, dont le modèle est Naomi Parker Fraley. Destinée à lutter contre l'absentéisme et les grèves au sein de Westinghouse Electric Corporation, cette affiche fut collée sur les murs de l'usine pendant deux semaines seulement, du 15 au 28 février 1942. Recouverte par les autres affiches de Miller, elle disparut totalement.
Une nouvelle image de la même inspiration Rosie the Riveter fait la couverture du Saturday Evening Post du dernier lundi de mai 1943, jour du Memorial Day (jour du souvenir des soldats morts au combat), elle est dessinée par Norman Rockwell, dans son style proche de l'hyperréalisme, en prenant pour modèle Mary Doyle Keefe,. La jeune femme piétine Mein Kampf en mangeant son sandwich pendant la pause, un énorme pistolet à rivet posé sur ses genoux et une boîte de déjeuner ornée du prénom « Rosie ». Norman Rockwell s'inspira d'une chanson composée par Redd Evans et John Jacobo s'intitulant Rosie the riveter. Sur cette couverture, inspirée du prophète Isaïe de la chapelle Sixtine, peint par Michel-Ange, Rosie the riveter montre également les insignes de Marie, la mère de Jésus dans la religion chrétienne avec son auréole au-dessus de sa tête, les douze étoiles du drapeau américain et les pieds sur Mein Kampf, comme Marie écrasant le Mal. Cette couverture rendra célèbre l'affiche « We can do it », symbole de la lutte féministe d'après-guerre.
On appela « Rosies » celles qui allèrent travailler dans les usines. Bien que 80 % des Rosies eussent voulu continuer à exercer ces métiers,, elles furent incitées, au retour des hommes, à laisser leur place aux soldats démobilisés ou furent orientées vers des travaux non spécialisés.
Marilyn Monroe fut l'une de ces riveteuses : elle travaille quelque temps pour la société Radioplane (en) à l'ignifugation des ailes de petits avions télécommandés et à l'inspection de parachutes. Elle est repérée par des photographes militaires, alors qu'elle travaille dans l'usine de la firme.

## Recours contemporains à l'image de Rosie

### Icône des féministes
L'image revient sur le devant de l'actualité en 1982 : l’affiche We can do it! d'Howard Miller est choisie pour figurer dans un article du Washington Post sur l’art patriotique. À partir de là, elle est très vite réappropriée par les mouvements féministes américains. En juin 2019, le magazine français d'extrême droite Valeurs actuelles utilise l'image iconique de Rosie (We can do it) en couverture pour illustrer le slogan La Nouvelle Terreur féministe. Depuis 2019 et sous l'impulsion de Youlie Yamamoto, des groupes féministes français reprennent à leur compte le symbole dans le cadre de différentes manifestations publiques, notamment le 24 janvier 2020, lors d'une manifestation à Paris. Le collectif créé lors de ces mouvements sociaux se fait appeler « Les Rosies » et s'est rapidement dupliqué sur tout le territoire. En mars 2020, la députée européenne Manon Aubry s'affiche en Rosie la riveteuse au Parlement européen. Lors des manifestations contre la réforme des retraites de 2023, elle est mise à l'honneur par Attac lors de chorégraphies associées à des chansons expliquant pourquoi la réforme touche particulièrement les femmes.

### Dans la culture populaire

#### Musique
Les clips vidéos Raise Your Glass et Candyman, des chanteuses P!nk et Christina Aguilera, font tous les deux référence à l'affiche de Rosie. Beyoncé a également posté une photo d'elle sur Instagram, reprenant l'accoutrement et les codes de couleur de Rosie.

#### Bande dessinée et théories queer
Devenir Rosie. Rosie la riveteuse et la performativité de genre de l'illustratrice indienne-américaine Shreyas R. Krishnan croise l'histoire de « Rosie la riveteuse » avec les théories queer de Judith Butler, Raewyn Connell ou Jack Halberstam.

#### Jeu vidéo
Dans le jeu Bioshock, les « Rosies » sont des machines riveteuses protégeant « les petites sœurs ».
Dans Ratchet and Clank: Rift Apart, l'icône a inspiré l'équipe de développement pour nommer son personnage principal, intitulé Rivet.

## Parc historique national
Le Rosie the Riveter/World War II Home Front National Historical Park commémore l'effort de guerre intérieur des États-Unis durant la Seconde Guerre mondiale.

## Galerie

Rosie la riveteuse
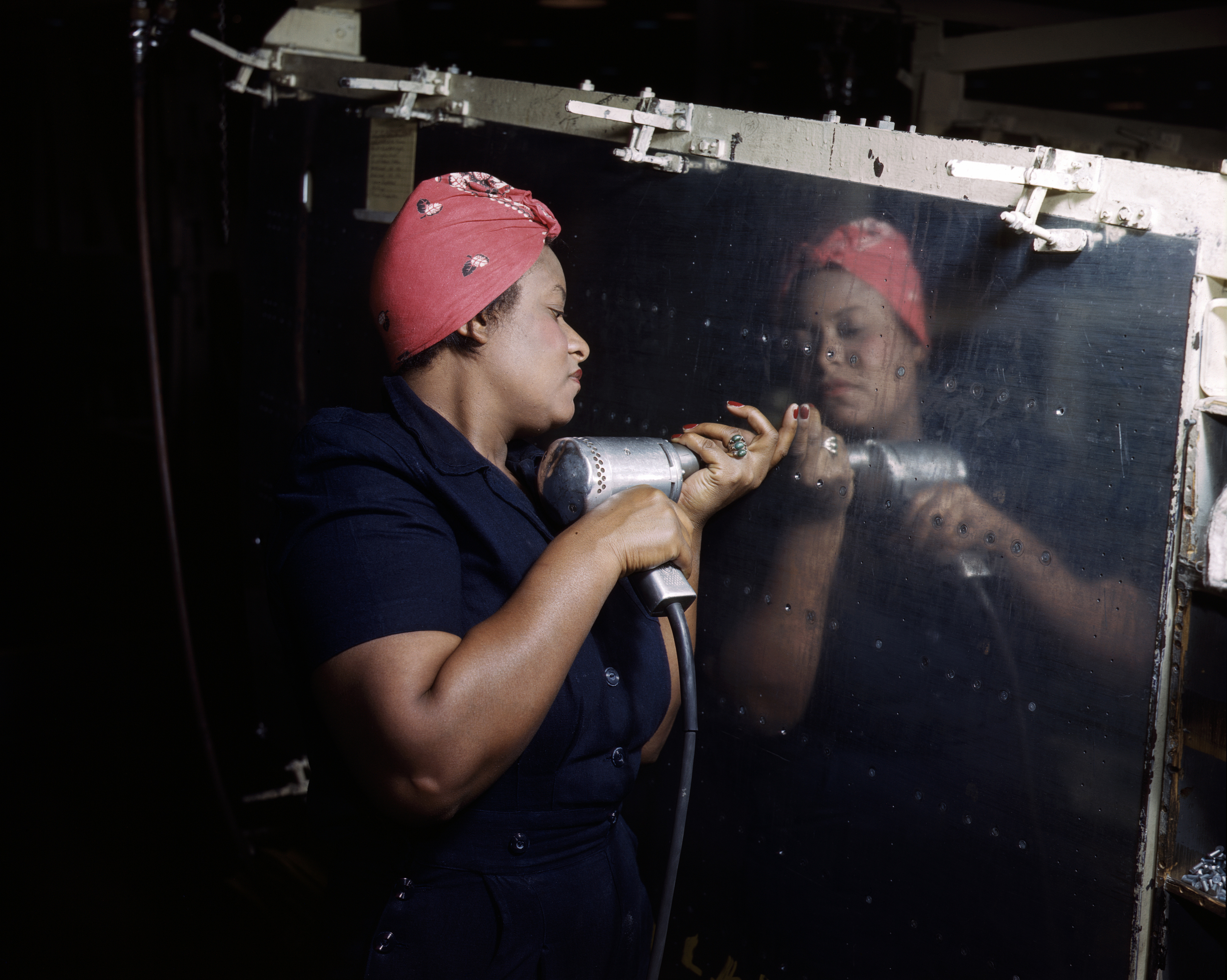
Dans une usine de bombardiers (1943), photo prise par Alfred T. Palmer.
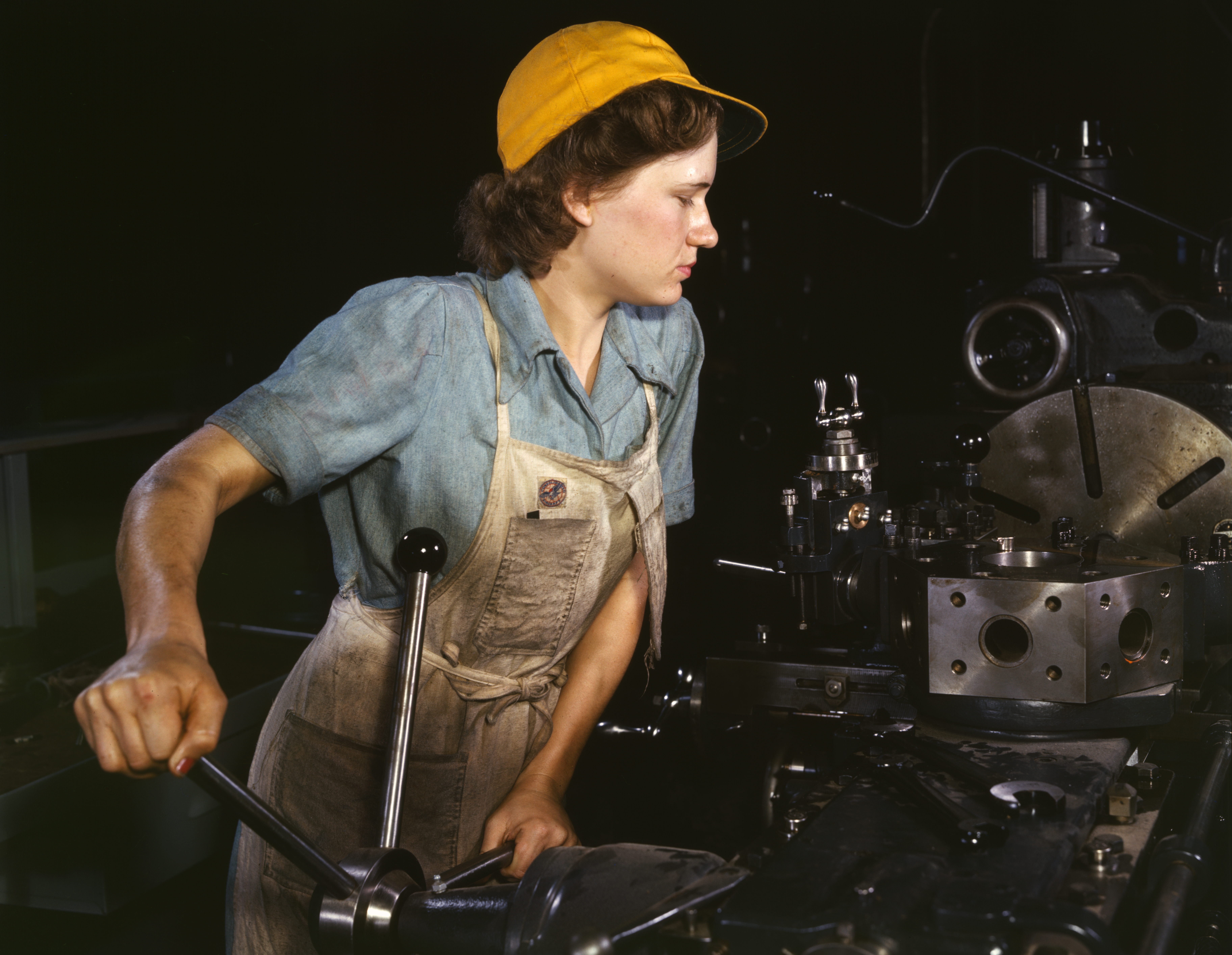
Une « Rosie la riveteuse » utilisant un tour à métaux (1942).
Riveteuse dans une usine Lockheed Aircraft.